# Omari Hardwick

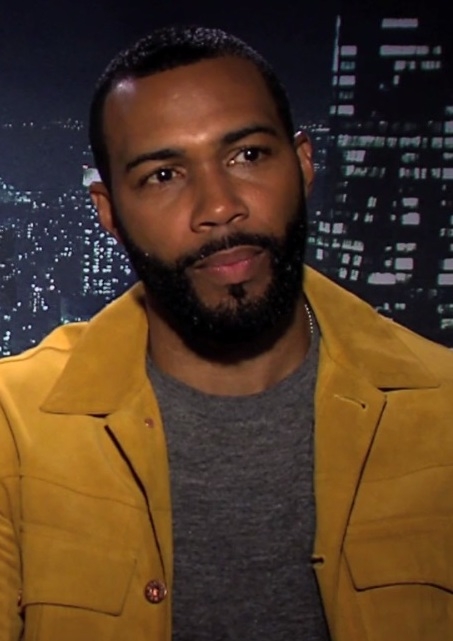
Omari Hardwick

Omari Latif Hardwick (* 9. Januar 1974 in Savannah, Georgia) ist ein US-amerikanischer Schauspieler.

## Leben und Karriere
Omari Hardwick wuchs in Decatur im US-Bundesstaat Georgia auf. Nachdem er an der dortigen High School seine Interesse für verschiedene Sportarten entdeckt hatte, besuchte er die University of Georgia und deren Footballmannschaft. Als Nebenfach belegte er Schauspiel. Nach Abschluss seines Studiums zog Hardwick nach San Diego, um bei den dortigen San Diego Chargers zu spielen. Allerdings musste er nach kurzer Zeit seine Karriere auf Grund einer Knieverletzung beenden. Danach zog er nach New York, um seine schauspielerischen Fähigkeiten mit einem Studium am Off-Broadway zu verbessern. Da seine Schauspielkarriere jedoch erfolglos blieb, musste er fortan in seinem Auto leben und sich mit Gelegenheitsjobs über Wasser halten.
Seinen Durchbruch im Filmgeschäft hatte Omari Hardwick mit der Rolle des Dante Porce im Film Sucker Free City von Spike Lee aus dem Jahre 2004. Danach folgte ein Gastauftritt in der Serie Crossing Jordan – Pathologin mit Profil sowie im Jahr 2006 eine Hauptrolle in der kurzlebigen Serie Saved des Senders TNT. Nach Rolle in den Filmen Spiel auf Bewährung (2006), Jede Sekunde zählt – The Guardian (2006) und Buffalo Soldiers ’44 – Das Wunder von St. Anna (2008) war er in CSI: Miami und Lie to Me zu sehen. Auch verkörperte er eine Hauptrolle in der Fernsehserie Dark Blue. 2010 hatte er die Rolle des Marcus Williams in Kick-Ass sowie die des Christopher Jay in Das A-Team – Der Film inne. Nach weiteren Filmen ist er seit 2013 in  der Rolle des Andre Daniels in der BET-Serie Being Mary Jane zu sehen.

## Filmografie (Auswahl)
- 2004: Sucker Free City
- 2005: Crossing Jordan – Pathologin mit Profil (Crossing Jordan, Fernsehserie, Folge 5x04)
- 2006: Saced (Fernsehserie, 13 Folgen)
- 2006: Spiel auf Bewährung (Gridiron Gang)
- 2006: Jede Sekunde zählt – The Guardian (The Guardian)
- 2006: SIS
- 2008: Buffalo Soldiers ’44 – Das Wunder von St. Anna (Miracle at St. Anna)
- 2008: CSI: Miami (Fernsehserie, Folge 7x03)
- 2009: Lie to Me (Fernsehserie, Folge 1x10)
- 2009: Lieferung mit Hindernissen (Next Day Air)
- 2009–2010: Dark Blue (Fernsehserie, 20 Folgen)
- 2010: Kick-Ass
- 2010: Das A-Team – Der Film (The A-Team)
- 2010: Chase (Fernsehserie, Folge 1x11)
- 2012: The Runner
- 2012: The Last Letter
- 2013–2019: Being Mary Jane (Fernsehserie, 8 Folgen)
- 2014–2020: Power (Fernsehserie, 63 Folgen)
- 2017: Shot Caller
- 2018: Sorry to Bother You
- 2018: Nobody’s Fool
- 2019: American Skin
- 2020: Spell
- 2021: Army of the Dead
- 2023: To Live And Die And Live
- 2023: The Mother
- 2025: Star Trek: Sektion 31